# Exenterus hullensis
Exenterus hullensis là một loài tò vò trong họ Ichneumonidae.